# James Breasted
James Henry Breasted (ur. 27 sierpnia 1865, w Rockford, w stanie Illinois, zm. 2 grudnia 1935 w Nowym Jorku) – amerykański archeolog, historyk i egiptolog.

## Życiorys
Posiadał niezwykle wszechstronne i dogłębne wykształcenie historyczne i egiptologiczne. Studiował w North Central College, które ukończył w 1888, następnie w Chicago Theological Seminary oraz na Uniwersytecie Yale, na którym w 1891 otrzymał tytuł MA. Studia pomagisterskie odbył na Uniwersytecie Fryderyka Wilhelma  Berlinie, gdzie w 1894 uzyskał, jako pierwszy Amerykanin, stopień doktora egiptologii.
W 1894 roku został wykładowcą na Uniwersytecie Chicagowskim, a w 1905 został mianowany, również jako pierwszy Amerykanin, profesorem egiptologii i historii orientalnej. W 1901 został mianowany dyrektorem Haskell Oriental Museum, które stanowiło kontynuacje i poszerzenie działalności Instytutu Orientalnego, założonego na Uniwersytecie Chicagowskim w 1896. W kręgu zainteresowań Haskell Museum znajdowała się sztuka, zarówno Bliskiego, jak i Dalekiego Wschodu, ale Breasted zajmował się głównie egiptologią i w tym czasie rozpoczął zbieranie materiałów naukowych i opracowywanie publikacji dotyczącej wszystkich zachowanych inskrypcji hieroglificznych.
Praca ta została wydana w 1907 pod tytułem „Ancient Records of Egypt”, a zawierała zbiór tłumaczeń starożytnych inskrypcji. W 1919 John D. Rockefeller przekazał dotację na rzecz Instytutu Orientalnego. Ze środków tych Breasted zorganizował ekspedycje do Egiptu, której przewodniczył. W 1923 został wybrany członkiem National Academy of Sciencies.
Zmarł na zapalenie płuc podczas podróży powrotnej z Egiptu. Został pochowany w Rockford, w Illinois, na cmentarzu Greenwood. Na jego grobie stoi marmurowy obelisk, ofiarowany przez rząd Egiptu dla upamiętnienia i uhonorowania jego pracy.

## Ważniejsze publikacje
- A History of Egypt 1905
- Ancient Records of Egypt 1907 (wznowienie w 2001)
- The Life and Times of Akhnaton, Pharaoh of Egypt 1910 (uzupełnione w 1922)
- Outlines of European History 1914
- Ancient Times 1916
- Oriental Forerunners of Byzantine Painting 1924
- The Conquest of Civilization 1926
- The Edwin Smith Surgical Papyrus 1930
- The Dawn of Conscience 1933